# Marija Gimbutas

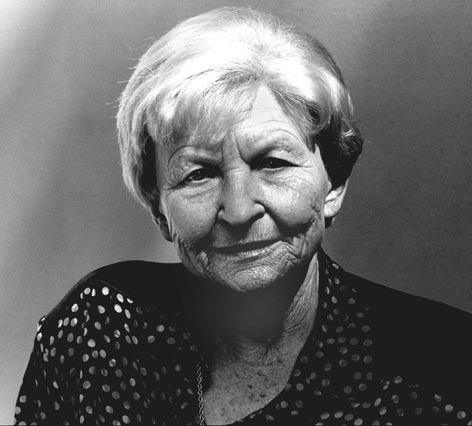
Marija Gimbutas im Frauen Museum Wiesbaden (1993)

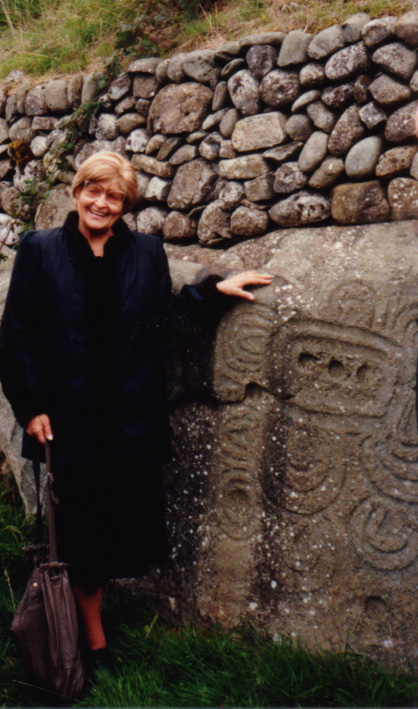
Marija Gimbutas neben Stein 52 in Newgrange (Irland 1989)

Marija Gimbutas (litauisch Marija Gimbutienė; * 23. Januar 1921 in Vilnius als Marija Birutė Alseikaitė; † 2. Februar 1994 in Los Angeles) war Archäologin, Prähistorikerin und Anthropologin. Sie studierte in Kaunas, Vilnius und Tübingen und promovierte dort 1946 über „Die Bestattung in Litauen in der vorgeschichtlichen Zeit“. Ihr wissenschaftlicher Hintergrund war interdisziplinär und umfasste Grundwissen in Sprachwissenschaft, Ethnologie und Religionsgeschichte, was für eine Archäologin ungewöhnlich war. Sie heiratete 1941 den Architekten Jurgis Gimbutas (1918–2001), mit dem sie drei Töchter hatte, floh mit der Familie vor der Roten Armee 1944 zunächst nach Österreich und Deutschland und wanderte dann 1949 in die USA aus.

## Wissenschaftliche Vita
1950 wurde Gimbutas wegen ihrer umfangreichen Kenntnisse europäischer Sprachen an die Harvard-Universität berufen. Sie konnte Texte in 13 Sprachen lesen. Gimbutas arbeitete 13 Jahre als Archäologie-Dozentin in Harvard und wurde zusätzlich Mitglied des Fachbereichs für Anthropologie. 1955 wurde ihr der Titel „Fellow of Harvard’s Peabody Museum“ verliehen.
Gimbutas war Leiterin von fünf großen Ausgrabungsprojekten im ehemaligen Jugoslawien, Griechenland und Italien. Diese Arbeit trug maßgeblich zum Verständnis der Jungsteinzeit (Neolithikum) in einigen Teilen Europas und der kulturellen Entwicklung vor der indogermanischen Einwanderung bei. In Veröffentlichungen zwischen 1946 und 1971 führte sie den Begriff „Altes Europa“ ein. Außerdem prägte sie die zusammenfassende Bezeichnung „Kurgankultur“ für mehrere Kulturen der beginnenden Bronzezeit im südrussischen Steppenraum. Die Archäologin stellte 1956 ihre Hypothese über eine beständige, sich ausbreitende Kurgankultur auf einer internationalen Konferenz in Philadelphia vor. Mit dieser Theorie war sie die erste Gelehrte, die linguistisches und archäologisches Wissen zum Ursprung der Proto-Indogermanisch sprechenden Völker in Zusammenhang brachte. Dies hatte Auswirkungen auf die indogermanische Forschung. Ihre Kurgan-Hypothese gilt in ihrer ursprünglichen Form als überholt, wird jedoch ständig weiter entwickelt.
Marija Gimbutas wurde in den USA zu Lebzeiten mit vielen Preisen ausgezeichnet, darunter The Outstanding New American Award, (1960), der Humanities Endowment Award (1967), der Los Angeles Woman of the Year Award (1968), Fellowships des Fulbright-Programms und der American Academy of Sciences sowie Auszeichnungen des Smithsonian-Instituts, der National Science Foundation und anderer erstrangiger Institutionen, die ihre Arbeit unterstützten. 1963 wurde Gimbutas als Professorin für Archäologie an die University of California, Los Angeles berufen, wo sie bis zu ihrem Ruhestand 1989 lehrte. Im Juni 1993 bekam Marija Gimbutas den Ehrendoktor der Vytautas-Magnus-Universität in Kaunas (Litauen) verliehen. Die außerordentliche Wertschätzung, die ihr der litauische Präsident, Studenten und Wissenschaftler entgegenbrachten, zeigte sich noch einmal bei ihrem Begräbnis, an dem Tausende teilnahmen. Gimbutas hat 20 Bücher und über 300 wissenschaftliche Artikel veröffentlicht.

## Theorien zur Kurgankultur und zum matrilinearen „Alteuropa“
Marija Gimbutas entwickelte die Kurganhypothese. Sie geht von der frühen Domestizierung der Pferde im äneolithischen Bereich zwischen Kaukasus, Wolga und Ural aus. Die dadurch entstehende hohe Mobilität habe zu kämpfenden Reiterhorden geführt, die patriarchalische Gesellschaftsformen hervorgebracht hätten. Im Osten von „Alteuropa“ habe dagegen im Neolithikum eine zwischen den Geschlechtern ausgewogene (gynandric) matrilineare Gesellschaftsform vorgeherrscht. Deren Religion habe die Verehrung einer vielgestaltigen „Großen Göttin“ beinhaltet (vergleiche Magna Mater). Zwischen 4300 und 2800 v. Chr. seien die Indo-Europäer in verschiedenen Invasionszügen von Osten in das Dnjepr-Donez-Gebiet, die westliche Ukraine und die moldawische Steppe im unteren Donaugebiet eingedrungen, anschließend ins östliche Ungarn. Sie hätten die alte Agrarkultur überschichtet, sich als aristokratische Oberschicht etabliert und so einen Indogermanisierungsprozess eingeleitet. In der Folgezeit hätten sie das östliche Mitteleuropa und den Balkan bis Mazedonien unterworfen, im Norden die Trichterbecherkultur infiltriert, im Osten den Kaukasus überwunden und seien nach Aserbaidschan, Anatolien und in den Nordiran vorgestoßen. Diese Eroberung Europas durch die Kurgan-Kultur schlage sich archäologisch als Glockenbecher- und Schnurkeramik-Kultur nieder.
Gimbutas geht von einer Invasion der patriarchalen und patrilinearen Kurgankultur ins matrilinear organisierte, friedliche „Alteuropa“ aus. Die Wurzeln dieser Kurgankultur seien im 7.–6. Jahrtausend v. Chr. im mittleren und unteren Wolgaraum entstanden und könnten als „Proto-Indoeuropäisch“ angesehen werden. Die Grundlagen eines Weltbildes, in dem die mitteleuropäische Jungsteinzeit von einer Religion der „Großen Göttin“ geleitet gewesen und anschließend von patrilinearen Horden kulturell überfremdet worden sei, wurden in ihrer archäologischen Datenbasis und ihrer erkenntnistheoretischen Grundlage in Frage gestellt.
Der britische Archäologe Colin Renfrew vertritt dagegen in seiner sogenannten Anatolien-Hypothese, dass sich die Indogermanen mit der Neolithisierung aus Anatolien ausgebreitet hätten. Die Neuseeländer Gray und Atkinson behaupten dagegen, diese Hypothese mit ihrer glottochronologischen Arbeit stützen zu können, was jedoch nicht unmittelbar aus der Rechnung hervorgeht.
David W. Anthony (2007) stützt Teile der Kurganhypothese, wenn auch in abgeänderter Form, durch Erkenntnisse zur Domestikation von Pferden in Ost-Europa und zum Auftreten der Rad-und-Wagen-Technik, lehnt jedoch die Invasionstheorie ab. Stattdessen seien teils längerfristige Kooperationsbeziehungen, teils eine Übernahme indoeuropäischer Institutionen ohne Eroberung oder ethnische „Überfremdung“ nachweisbar. Nur in einem Fall gebe es Indizien für eine kriegerische Verdrängung.

## Kritik
Die Mainstream-Archäologie wies die späten Arbeiten von Gimbutas zunächst zurück. Der Anthropologe Bernard Wailes (1934–2012) von der University of Pennsylvania äußerte in der New York Times, dass die Fachwelt Gimbutas dergestalt einschätze, dass sie „immens kenntnisreich ist, aber nicht sehr gut in der kritischen Analyse (…) Sie sammelt viele Daten und erhebt daraus Schlussfolgerungen, ohne diese je zu diskutieren.“ Wailes bemerkte, dass die meisten Archäologen sie für eine Exzentrikerin hielten.
David Anthony lobte Gimbutas’ Verständnis der indoeuropäischen Urheimat, wies jedoch ihre Behauptung zurück, dass es eine weitverbreitete, friedliche und matriarchale Gesellschaft vor dem Eindringen der Kurgankultur gegeben habe. Er bemerkte, dass es in Europa Hügelfestungen und vermutlich auch Krieg schon vor dem Eindringen der Kurgankultur gegeben habe. Die Standardliteratur zur europäischen Vorgeschichte stützt die These vom Krieg im neolithischen Europa und belegt, dass erwachsene Männer bereits zu dieser Zeit in der Grabsitte eine hervorgehobene Stellung einnahmen.
Peter Ucko und Andrew Fleming waren frühe Kritiker von Gimbutas’ Göttinnenthese. In seiner 1968 erschienenen Monographie Anthropomorphic figurines of predynastic Egypt warnt Ucko vor unhaltbaren Schlüssen über die Bedeutung von Statuen in Ägypten. Ucko stellt fest, dass frühägyptische Frauenfiguren, die ihre Brüste festhalten, nicht als offensichtliche Verehrung von Mutterschaft oder Fruchtbarkeit angesehen werden dürfen, da sich anhand überlieferter Texte diese Geste für Ägypten zu dieser Zeit als Zeichen weiblicher Trauer zuordnen lässt.
Fleming hinterfragte in seiner 1969 erschienenen Arbeit The Myth of the Mother Goddess Gimbutas’ Praxis, neolithische Figurinen als weiblich zu identifizieren, wenn sie nicht eindeutig als männlich identifiziert werden konnten, und setzte sich kritisch mit anderen Aspekten der Göttinneninterpretation neolithischer Kunst und Grabstätten auseinander.
Das 2009 erschienene Buch Knossos and the Prophets of Modernism von Cathy Gere untersucht die politische Einflussnahme auf die Archäologie im Allgemeinen. Am Beispiel von Knossos – das von Gimbutas missinterpretiert worden sei als eine auf der Insel Kreta existierende pazifistische, matriarchale und sexuell freie Gesellschaft – zeige sich, dass die Archäologie leicht Gefahr laufe, das zu sehen, was sie sehen wolle, anstatt Fakten über die Vergangenheit neutral darzustellen.

## Schriften

### Monografien
- Die Bestattung in Litauen in der vorgeschichtlichen Zeit. Mohr (Kommission), Tübingen 1946, OCLC 11381724, (Tübingen, Universität, Dissertation, 1946).
- The Prehistory of Eastern Europe. Teil 1: Mesolithic, Neolithic and Copper Age Cultures in Russia and the Baltic Area (= American School of Prehistoric Research. Bulletin. 20, 1, ZDB-ID 223123-2). Peabody Museum, Cambridge MA 1956, (Ersterscheinung ihrer Kurgan-Hypothese).
- mit Robert W. Ehrich: Surveys and bibliographies. Current work in Old World archaeology. Area 5, Central Europe. Survey. COWA, Cambridge MA 1957–1970, ZDB-ID 88062-0.
- Ancient Symbolism in Lithuanian Folk Art (= Memoirs of the American Folklore Society. 49, ISSN 0065-8332) American Folklore Society, Philadelphia PA 1958.
- Rytprūsių ir Vakarų Lietuvos Priešistorinēs Kultūros Apžvalga. Vakarų Baltų Kraštas – Baltų Kultūros Centras (= Studia Lituanica. 1, ZDB-ID 1037756-6). Lithuanian Research Institute, New York NY 1958, (litauisch).
- mit Robert W. Ehrich: Surveys and bibliographies. Current work in Old World archaeology. Area 2, Scandinavia. Survey. COWA, Cambridge MA 1959–1965, ZDB-ID 88058-9.
- The Balts (= Ancient Peoples and Places. 33). Thames and Hudson, London 1963.
  - deutsch: Die Balten. Geschichte eines Volkes im Ostseeraum. Herbig, München 1983, ISBN 3-7766-1266-5.
- Bronze Age Cultures in Central and Eastern Europe. Mouton, Den Haag u. a. 1965.
- The Slavs (= Ancient Peoples and Places. 74). Thames and Hudson, London 1971, ISBN 0-500-02072-8.
- The Gods and Goddesses of Old Europe. 7000 to 3500 BC. Myths, Legends and Cult Images. Thames and Hudson, London 1974.
  - deutsch: Göttinnen und Götter des Alten Europa. Mythen und Kultbilder 6500 bis 3500 v. Chr. Aus dem Englischen von Baal Müller. Arun, Uhlstädt-Kirchhasel 2010, ISBN 978-3-86663-043-7.
- Grotta Scaloria. Resoconto sulle ricerche del 1980 relative agli scavi del 1979. Amministrazione comunale di Manfredonia, Manfredonia 1981 (italienisch).
- Baltai priešistoriniais laikais. Etnogenezė. Mokslas, Vilnius 1985 (litauisch).
- The Language of the Goddess. Unearthing the Hidden Symbols of Western Civilization. Harper & Row, San Francisco CA u. a. 1989, ISBN 0-06-250356-1.
  - deutsch: Die Sprache der Göttin. Das verschüttete Symbolsystem der westlichen Zivilisation. Zweitausendeins, Frankfurt am Main u. a. 1995, ISBN 3-86150-120-1.
- The Civilization of the Goddess. Edited by Joan Marler. Harper, San Francisco CA u. a. 1991, ISBN 0-06-250368-5.
  - deutsch: Die Zivilisation der Göttin. Die Welt des Alten Europa. Zweitausendeins, Frankfurt am Main 1996, ISBN 3-86150-121-X.
- Die Ethnogenese der europäischen Indogermanen (= Innsbrucker Beiträge zur Sprachwissenschaft. Vorträge und kleinere Schriften. 54). Institut für Sprachwissenschaft, Innsbruck 1992, ISBN 3-85124-625-X.
- Das Ende Alteuropas. Der Einfall von Steppennomaden aus Südrussland und die Indogermanisierung Mitteleuropas (= Innsbrucker Beiträge zur Kulturwissenschaft. Sonderheft. 90 = Archaeolingua. Series minor. 6). Institut für Sprachwissenschaft u. a., Innsbruck u. a. 1994, ISBN 3-85124-171-1.
- The Living Goddesses. Edited and supplemented by Miriam Robbins Dexter. University of California Press, Berkeley u. a. CA 1999, ISBN 0-520-21393-9 (posthum veröffentlicht).

### Herausgebertätigkeit
- Neolithic Macedonia. As Reflected by Excavation at Anza, Southeast Yugoslavia (= Monumenta Archaeologica. 1). Institute of Archaeology – University of California, Los Angeles CA 1976.
- mit Colin Renfrew, Ernestine S. Elster: Excavations at Sitagroi. A Prehistoric Village in Northeast Greece (= Monumenta Archaeologica. 13). Band 1. Institute of Archaeology – University of California, Los Angeles CA 1986, ISBN 0-917956-51-6.
- mit Shan Winn, Daniel Shimabuku: Achilleion. A Neolithic settlement in Thessaly, Greece, 6400–5600 BC (= Monumenta Archaeologica. 14). Institute of Archaeology – University of California, Los Angeles CA 1989, ISBN 0-917956-65-6.

### Aufsätze
- Culture Change in Europe at the Start of the Second Millennium B.C. A Contribution to the Indo-European Problem. In: Anthony F. C. Wallace (Hrsg.): Men and Cultures. Selected Papers of the Fifth International Congress of Anthropological and Ethnological Sciences. Philadelphia, September 1–9, 1956. University of Philadelphia Press, Philadelphia PA 1960, S. 540–552, doi:10.9783/9781512819526-088.
- Notes on the chronology and expansion of the Pit-grave culture. In: L’Europe à la fin de l’Âge de la pierre. Éditions de l’Académie Tchécoslovaque des Sciences, Prag 1961, S. 193–200.
- The Indo-Europeans: Archaeological Problems. In: American Anthropologist. Band 65, Nummer 4, 1963, S. 815–836, JSTOR:668932.
- Proto-Indo-European Culture: The Kurgan Culture during the Fifth, Fourth, and Third Millennia B.C. In: George Cardona, Henry M. Hoenigswald, Alfred Senn (Hrsg.): Indo-European and Indo-Europeans. Papers Presented at the Third Indo-European Conference at the University of Pennsylvania (= Haney Foundation Series. 9). University of Pennsylvania Press, Philadelphia PA 1970, ISBN 0-8122-7574-8, S. 155–197, doi:10.9783/9781512801200-010.
- Old Europe c. 7000–3500 BC: The earliest European civilization before the infiltration of the Indo-European peoples. In: The Journal of Indo-European Studies. Band 1, Nummer 1, 1973, S. 1–21.
- Introduction obre and its place in old europe chronology of Obre I and Obre II, conclusions. In: Wissenschaftliche Mitteilungen des Bosnisch-Herzegowinischen Landesmuseums. A: Archäologie. Band 4, 1974, ISSN 0352-1990, S. 5–35.
- The First Wave of Eurasian Steppe Pastoralists into Copper Age Europe. In: The Journal of Indo-European Studies. Band 5, Nummer 4, 1977, S. 277–338.
- Gold Treasure at Varna. In: Archaeology. Band 30, Nummer 1, 1977, S. 44–51, JSTOR:41706107.
- The Three Waves of Kurgan People into Old Europe, 4500–2500 BC. In: Archives suisses d’anthropologie générale. Band 43, Nummer 2, 1979, ISSN 0066-6653, S. 113–137.
- The Kurgan wave #2 (c.3400–3200 BC) into Europe and the following transformation of culture. In: The Journal of Indo-European Studies. Band 8, Nummer 3/4, 1980, S. 273–315.
- The Temples of Old Europe. In: Archaeology. Band 33, Nummer 6, 1980, S. 41–50, JSTOR:41726524.
- Vulvas, Breasts, and Buttocks of the Goddess Creatress: Commentary on the Origins of Art. In: Giorgio Buccellati, Charles Speroni (Hrsg.): The Shape of the Past. Studies in Honor of Franklin D. Murphy. Institute of Archaeology, Los Angeles CA 1981, ISBN 0-917956-31-1, S. 15–42.
- Old Europe in the Fifth Millennium B.C.: The European Situation on the Arrival of Indo-Europeans. In: Edgar C. Polomé (Hrsg.): The Indo-Europeans in the Fourth and Third Millennia (= Linguistica extranea. 14). Karoma Publishers, Ann Arbor MI 1982, ISBN 0-89720-041-1, S. 1–60.
- Women and Culture in Goddess-oriented Old Europe. In: Charlene Spretnak (Hrsg.): The Politics of Women’s Spirituality. Essays on the Rise of Spiritual Power within the Feminist Movement. Anchor Books u. a., New York NY u. a. 1982, ISBN 0-385-17241-9, S. 22–31.
- Primary and Secondary Homeland of the Indo-Europeans: Comments on Gamkrelidze-Ivanov Articles. In: The Journal of Indo-European Studies. Band 13, Nummer 1/2, 1985, S. 185–202.
- Kurgan Culture and the Horse. In: Current Anthropology. Band 27, Nummer 4, 1986, S. 305–307, JSTOR:2743045, (Kritik zu: The »Kurgan Culture«, Indo-European origins and the domestication of the horse: a reconsideration.).
- Remarks on the Ethnogenesis of the Indo-Europeans in Europe. In: Wolfram Bernhard, Anneliese Kandler-Pálsson (Hrsg.): Ethnogenese europäischer Völker. Aus der Sicht der Anthropologie und Vor- und Frühgeschichte. Gustav Fischer, Stuttgart u. a. 1986, ISBN 3-437-30489-5, S. 5–20.
- The Pre-Christian Religion of Lithuania. In: Paulius Rabikauskas (Hrsg.): La Cristianizzazione della Lituania. Atti del Colloquio Internazionale di Storia Ecclesiastica in occasione del VI centenario della Lituania cristiana (1387–1987). Roma, 24–26 Giugno 1987 (= Pontificio Comitato di Scienze Storiche. Atti e documenti. 2). Libreria Editrice Vaticana, Città del Vaticano 1989, ISBN 88-209-1648-7, S. 13–25.
- A Review of Archaeology and Language by Colin Renfrew. In: Current Anthropology. Band 29, Nummer 3, 1988, S. 453–456, JSTOR:2743460.
- Accounting For a Great Change. In: The Times Literary Supplement. Nummer 4447, 24. Juni 1988, S. 714, (Kritik zu: C. Renfrew: Archaeology and Language.).
- The Collision of Two Ideologies. In: Thomas L. Markey, John A. C. Greppin (Hrsg.): When Worlds Collide. The Indo-Europeans and Pre-Indo-Europeans. The Rockefeller Foundation’s, Bellagio Study and Conference Center, Lake Como, Italy, February 8–13, 1988 (= Linguistica extranea. 19). Karoma, Ann Arbor MI 1990, ISBN 0-89720-090-X, S. 171–178.
- The Social Structure of the Old Europe. Part II. In: The Journal of Indo-European Studies. Band 18, Nummer 3/4, 1990, S. 225–284.
- The Chronologies of Eastern Europe: Neolithic through Early Bronze Age. In: Robert W. Ehrich (Hrsg.): Chronologies in Old World Archaeology. Band 1. 3rd edition. The University of Chicago Press, Chicago IL u. a. 1992, ISBN 0-226-19445-0, S. 395–406.
- The Indo-Europeanization of Europe: the intrusion of steppe pastoralists from south Russia and the transformation of Old Europe. In: Word. Band 44, Nummer 2, 1993, S. 205–222, doi:10.1080/00437956.1993.11435900.

### Aufsatzsammlungen
- The Kurgan culture and the Indo-Europeanization of Europe. Selected articles from 1952 to 1993 (= Journal of Indo-European Studies. Monograph Series. 18). Edited by Miriam Robbins Dexter and Karlene Jones-Bley. Institute for the Study of Man, Washington DC 1997, ISBN 0-941694-56-9.

## Filme
- Marija Alseikaitė Gimbutas u. a.:  Marija Gimbutas: World Of The Goddess. Dokumentation. Mystic Fire Video, New York 1993, ISBN 1-56176-282-2. (VHS)
- Marija Alseikaitė Gimbutas u. a.: Signs out of Time: The Story of Archaeologist Marija Gimbutas. Dokumentation. Belli, San Francisco 2003, OCLC 55126657. (DVD)

Vortrag:
- Colin Renfrew: Maria Gimbutas Memorial Lecture – Marija Redivia: DNA and Indo-European Origins auf YouTube 14. März 2018 (englisch; 1:02:57 Minuten).